# تاج أباد (بزنجان)
تاج أباد (بالإنجليزية: Tajabad, Baft)‏ هي مستوطنة تقع في إيران في قسم بزنجان الريفي. يقدر عدد سكانها بـ 275 نسمة .